# The Great Twenty-Eight
A The Great Twenty-Eight egy válogatásalbum Chuck Berry számaiból, 1982-ben jelent meg.

## Számok
1. Maybellene – 2:18 (1955)
2. Thirty Days (To Come Back Home) – 2:24 (1955)
3. You Can't Catch Me – 2:42 (1956)
4. Too Much Monkey Business – 2:53 (1956)
5. Brown Eyed Handsome Man – 2:17 (1956)
6. Roll Over Beethoven – 2:23 (1956)
7. Havana Moon – 3:05 (1956)
8. School Days – 2:40 (1957)
9. Rock and Roll Music – 2:30 (1957)
10. Oh Baby Doll – 2:33 (1957)
11. Reelin' and Rockin' – 3:14 (1958)
12. Sweet Little Sixteen – 2:55 (1958)
13. Johnny B. Goode – 2:38 (1958)
14. Around and Around – 2:35 (1958)
15. Carol – 2:46 (1958)
16. Beautiful Delilah – 2:08 (1958)
17. Memphis – 2:12 (1959)
18. Sweet Little Rock and Roller – 2:20 (1958)
19. Little Queenie – 2:38 (1959)
20. Almost Grown – 2:19 (1959)
21. Back in the U.S.A. – 2:25 (1959)
22. Let It Rock – 1:50 (1960)
23. Bye Bye Johnny – 2:03 (1960)
24. I'm Talking About You – 1:48 (1961)
25. Come On – 1:50 (1961)
26. Nadine (Is It You?) – 2:30 (1964)
27. No Particular Place to Go – 2:44 (1964)
28. I Want To Be Your Driver – 2:15 (Chuck Berry in London, 1965)

## Zenészek
- Chuck Berry – vokál, gitár
- Gene Barge – szaxofon
- Fred Below – dob
- Martha Berry – vokál
- Leroy C. Davis – tenorszaxofon
- Willie Dixon – basszusgitár
- Equadors – vokál
- Jerome Green – marimba
- Ebby Hardy – dob
- Johnnie Johnson – zongora
- Lafayette Leake – zongora
- The Moonglows – vokál
- Matt "Guitar" Murphy – gitár
- Odie Payne – dob
- Jimmy Rogers – gitár
- George Smith – basszusgitár
- Otis Spann – zongora
- Jasper Thomas – dob
- Paul Williams – zongora